# IC 718
IC 718 — галактика типу Im у сузір'ї Діва.
Цей об'єкт міститься в оригінальній редакції індексного каталогу.